# Buenavista (Michoacán)
Buenavista es una localidad del estado mexicano de Michoacán. Es parte del municipio de Contepec.

## Demografía
| Gráfica de evolución demográfica |
|                                  |

| Censo | Población |
| ----- | --------- |
| 1900  | 771       |
| 1910  | 788       |
| 1921  | 809       |
| 1930  | 775       |
| 1940  | 590       |
| 1950  | 597       |
| 1960  | 772       |
| 1970  | 983       |
| 1980  | 659       |
| 1990  | 1 911     |
| 2000  | 2 415     |
| 2010  | 2 536     |
| 2020  | 2 559     |